# Runder Berg
Der Runde Berg bei Bad Urach ist ein ovaler Berg (711,2 m ü. NHN) am Trauf der Schwäbischen Alb, der etwa 250 m über das Tal hinaufragt und über einen schmalen Sattel mit der Albhochfläche verbunden ist. Auf dem etwa 0,45 ha großen Plateau  befanden sich mehrere vor- und frühgeschichtliche Höhensiedlungen, insbesondere die Burg eines alamannischen Kleinkönigs im 4. und 5. Jahrhundert (siehe Alamannische Höhensiedlung).
1932 wurden zahlreiche Lesefunde vom Runden Berg bekannt, von 1967 bis 1984 wurden umfangreiche Grabungen auf dem ganzen Berg und auf einer Terrasse am Hang durchgeführt.

## Besiedlungsgeschichte

### Vorgeschichtliche Besiedlung
Die ältesten Funde vom Runden Berg gehören in die frühe bis mittlere Bronzezeit, also in die Zeit um 1600 v. Chr.
Am Ende der mittleren Bronzezeit, um 1300 v. Chr., wurde die Siedlung wieder verlassen, aber von etwa 1100 bis 750 v. Chr. neu besiedelt. Bereits aus dieser zweiten Siedlungsphase sind einige bedeutende Funde erhalten.
Nach einer 200-jährigen Siedlungspause wurde der Runde Berg zur gleichen Zeit wie zahlreiche der hallstattzeitlichen Fürstensitze (u. a. Marienberg bei Würzburg, Mont Lassois, Hohenasperg, Heuneburg) erneut um 550 v. Chr. besiedelt und gleichzeitig mit den Fürstensitzen um 400 v. Chr. zerstört. Einige Funde bezeugen schließlich noch eine spätlatènezeitliche Siedlung aus dem 2. und 1. Jahrhundert v. Chr.

### Frühmittelalterliche Besiedlung
Schon bald nach dem Ende des römischen Limes ließen sich die ersten Alamannen auf dem Runden Berg nieder. Zu dieser Zeit hatte möglicherweise ein alamannischer regulus, ein Kleinkönig, seinen Sitz auf dem Runden Berg.
Das Plateau wurde damals mit einer 220 m langen Holz-Erde-Mauer befestigt. Auf so einem Sitz lebte nicht nur ein König mit Gefolge, sondern hier arbeiteten auch zahlreiche Handwerker wie z. B. Gold- und Bronzeschmiede sowie Beinschnitzer. Zu Beginn des 5. Jahrhunderts riss man die ganze Siedlung samt Befestigung ab und errichtete neue Gebäude. Schon um das Jahr 500 fiel der Königssitz auf dem Runden Berg einer Zerstörung zum Opfer, offensichtlich im Zusammenhang mit den Siegen Chlodwigs I. über die Alamannen 496 und 507 und dem ostgotischen Exil der alamannischen Oberschicht.
Im 7. und 8. Jahrhundert hatte ein fränkischer Adliger auf dem Runden Berg seinen Sitz. Eine dreischiffige Halle in Pfostenbauweise und den Maßen 20 × 9 Meter wird als Palas gedeutet. Aus dem in ihm gefundenen Schmuck, Scheibenfibeln und Spinnwirteln wird geschlossen, dass es sich bei den den Palas umgebenden Gebäuden um Kemenaten handelte. Daneben fanden sich Spuren von Handwerksbetrieben, wie Webstuben, eine Schmiede, eine Mühle und eine Küche. Aus zahlreichen gefundenen Sporen wird auf die Besatzung mit einer starken, bewaffneten Reiterei geschlossen. Diese Befestigung wurde um 750 möglicherweise im Zusammenhang mit dem Blutgericht zu Cannstatt zerstört.
Ein gutes Jahrhundert später wurde eine Burg auf dem Runden Berg errichtet. Sie wurde durch eine Steinmauer an der Hangkante und mindestens drei rechteckige Türme geschützt. Im Inneren standen einige komfortabel mit Kachelofen und Glasfenstern ausgestattete Gebäude. In der ersten Hälfte des 11. Jahrhunderts wurde der Runde Berg endgültig verlassen. Ob es sich bei der benachbarten Burg Hohenurach um eine direkte Nachfolgeanlage handelt, ist nicht gesichert.

## Erforschung
Die Erforschung des Runden Bergs geht auf Helmut Burkert zurück, der seit 1948 mit Genehmigung der Stadt Urach und des Bürgermeisters Gerstenmaier private Grabungen auf dem Runden Berg durchführte und seine Forschungsergebnisse in über 100 Ausgaben der von ihm von 1958 bis 1966 herausgegebenen Monatsschrift Der Albtrauf – Monatsblätter für Kultur und Heimatgeschichte, Archivblatt für die Stadt Urach publizierte.
Im Albtrauf stellte Burkert u. a. das Problem „Burg und Herrschaft“ sowie die Frage völkerwanderungs- und merowingerzeitlicher Befestigungen zur Diskussion. Ab 1966 wurden die Grabungen von der Heidelberger Akademie der Wissenschaften unter Vladimir Milojčić und Rainer Christlein unter Mitwirkung von Burkert fortgesetzt und in einer mehrbändigen Publikationsreihe veröffentlicht.